# محمد بن هاشم التجيبي
أبو يحيى محمد بن هاشم التُجيبي حاكم سرقسطة قاعدة الثغر الأعلى في الأندلس في زمن الخليفة عبد الرحمن الناصر لدين الله. ينتمي ابن هاشم التجيبي إلى بنو تُجيب إحدى القبائل العربية التي نزلت دروقة وقلعة أيوب ثم رحلت إلى سرقسطة وصار لها أمر المدينة.
تولى ولاية سرقسطة من قبل عبد الرحمن الناصر خلفًا لأبيه هاشم بن محمد بن عبد الرحمن التجيبي الذي توفي عام 318 هـ، إلا أنه خرج عن طاعته وتحالف مع راميرو الثاني ملك ليون وتودا النافارية ضد الناصر عام 324 هـ، فسيّر الناصر جيشًا عام 326 هـ لمعاقبته فإضطر التجيبي للتسليم وطلب السماح من الناصر، فأجابه الناصر لذلك. شارك بعد ذلك التجيبي مع الناصر في معركة الخندق عام 327 هـ، التي هزم فيها جيش الناصر أمام تحالف الجيوش المسيحية، ووقع التجيبي في الأسر. ظل التجيبي في أسر راميرو الثاني ملك ليون إلى أن افتداه الناصر في صفر عام 330 هـ، بعد أن ظل في الأسر لعامين وثلاثة أشهر. أكرم الناصر التجيبي بعد افتكاك أسره وقلده الوزارة وولاية سرقسطة حتى وفاته عام 338 هـ.